# سمية الديجوكسين
سمية الديجوكسين والمعروفة أيضًا باسم التسمم بالديجوكسين، هي نوع من أنواع التسمم الذي يحدث عند الأشخاص الذين يتناولون الكثير من دواء الديجوكسين أو يأكلون بعض أنواع النباتات مثل نبات قفاز الثعلب الذي يحتوي على مادة مشابهة. عادة ما تكون الأعراض غامضة  وقد تشمل القيء وفقدان الشهية واضطراب وعدم وضوح الرؤية وتغيرات في إدراك الألوان والتعب. وتشمل المضاعفات المحتملة عدم انتظام ضربات القلب، والتي يمكن أن تكون إما سريعة جدًا أو بطيئة جدًا.

## التشخيص
قد تحدث السمية على مدى فترة قصيرة من الزمن بعد تناول جرعة زائدة أو تدريجياً أثناء العلاج على المدى الطويل. وتشمل عوامل الخطر انخفاض البوتاسيوم، وانخفاض المغنسيوم، وارتفاع الكالسيوم. الديجوكسين هو دواء يستخدم لعلاج قصور القلب أو الرجفان الأذيني. وتخطيط القلب هو جزء روتيني من التشخيص ، مستويات الدم مفيدة فقط أكثر من ست ساعات بعد الجرعة الأخيرة.

## العلاج
يمكن استخدام الفحم المنشط إذا كان يمكن إعطاؤه خلال ساعتين من تناول الدواء. يمكن استخدام الأتروبين إذا كان معدل ضربات القلب بطيئًا ،في حين يمكن استخدام كبريتات المغنسيوم في الأشخاص الذين لديهم انقباضات بطينية سابقة لأوانها أو غير مكتملة.
علاج السمية الشديدة مع الجسم المضاد للديجوكسين ينصح باستخدامه في الحالات الخطيرة، أو في حالة السكتة القلبية، أو عندما يكون مستوى البوتاسيوم أكبر من 5 مللي مول / لتر. يجب أيضًا تصحيح انخفاض البوتاسيوم أو المغنسيوم في الدم. قد تتكرر السمية خلال بضعة أيام بعد العلاج.

## التاريخ
في أستراليا عام 2012، كان هناك 140 حالة موثقة. ويعتبر انخفاضًا بمقدار النصف منذ عام 1994 نتيجة لانخفاض استخدام الديجوكسين. في الولايات المتحدة تم الإبلاغ عن 2500 حالة في عام 2011 أدت إلى وفاة 27 شخصًا. تم وصف الحالة لأول مرة في عام 1785 بواسطة وليام ويرينج.
غالبًا ما تنقسم سمية الديجوكسين إلى سمية حادة أو مزمنة وفي كل من النوعين، التاثيرات على القلب مع صعوبة بالبلع، تظهر أعراض مثل الغثيان، الدوار، والقيء. من ناحية أخرى، تكون الأعراض غير النوعية هي الأكثر انتشارًا في السمية المزمنة. وتشمل هذه الأعراض التعب والضيق والاضطرابات البصرية.
الملامح الكلاسيكية لسمية الديجوكسين هي الغثيان والقيء وآلام البطن والصداع والدوار والارتباك والهذيان واضطراب الرؤية (عدم وضوح الرؤية أو الرؤية الصفراء). ويرتبط أيضا مع اضطرابات في القلب بما في ذلك عدم انتظام ضربات القلب، عدم انتظام دقات القلب البطيني، الرجفان البطيني، كتلة SA و AV كتلة.

## التشخيص
الأفراد الذين يشتبه في انهم تسمموا من الديجوكسين، يتم الحصول على تركيز الديجوكسين من عينة الدم وتركيز البوتاسيوم من عينة الدم والكرياتينين والـ BUN وتخطيط القلب الكهربائي.

### تخطيط القلب

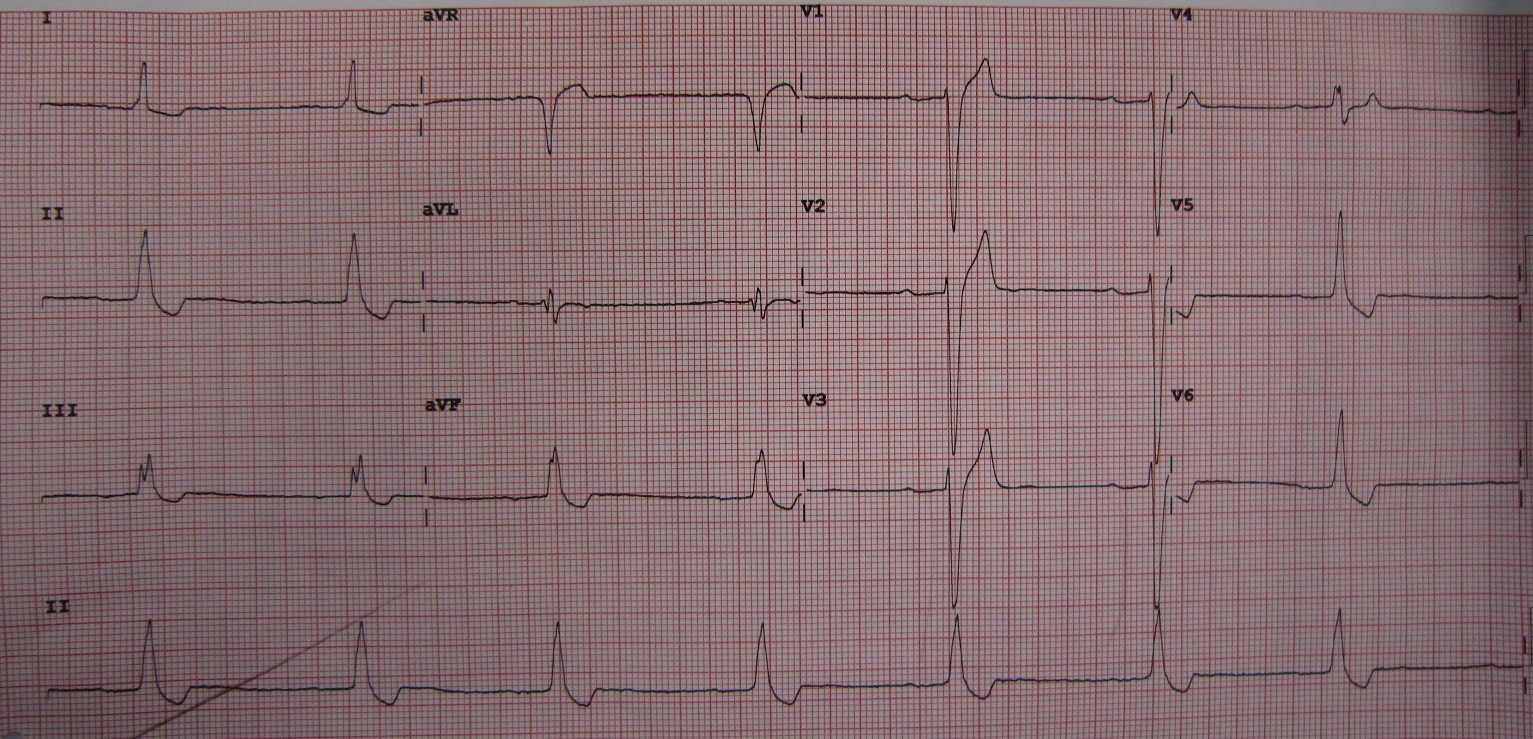
An ECG showing digoxin toxicity with the classic "scooped out" ST segment

يوضح تخطيط القلب الكهربائي سمية الديجوكسين مع شريحة ST
في سمية الديجوكسين، فإن العثور على دقات البطين السابقة لأوانها (PVCs) هو الأكثر شيوعًا وأقدم حالة خلل في النمو. بطء القلب الجيبي هو أيضا شائع جدا. بالإضافة إلى ذلك، فإن التوصيل المنخفض هو السمة الغالبة لسمية الديجوكسين. التغييرات الأخرى في تخطيط القلب التي تشير إلى سمية الديجوكسين تشمل التوائم الثنائية التوائم والتوائم ثلاثية التوائم، توأمية النخر البطيني، وعدم انتظام دقات القلب البطيني ثنائي الاتجاه.

### فحص الدم
مستوى الديجوكسين للعلاج هو عادة 0.5-2 نانوغرام / مل. 8 بما أن هذا مؤشر علاجي ضيق، يمكن أن تحدث جرعة زائدة من الديجوكسين. ويرتبط تركيز الديجوكسين في الدم من 0,5-0,9 نانوغرام / مل من أولئك الذين يعانون من قصور في القلب مع انخفاض الوفيات الناجمة عن فشل القلب والعلاج في المستشفيات. ولذلك يوصى بالحفاظ على تركيز الديجوكسين في هذا النطاق تقريبًا إذا تم استخدامه في مرضى قصور القلب.
كميات كبيرة من البوتاسيوم المنحل بالكهرباء (K +) في الدم ( زيادة نسبة البوتاسيوم بالدم ) هي سمة مميزة لسمية الديجوكسين. زيادة سمية الديجوكسين في الأفراد الذين يعانون من ضعف الكلى. غالبا ما ينظر إلى هذا في كبار السن أو أولئك الذين يعانون من قصور كلوي مزمن أو مرض الكلى في المراحل المتقدمة.

## العلاج
```

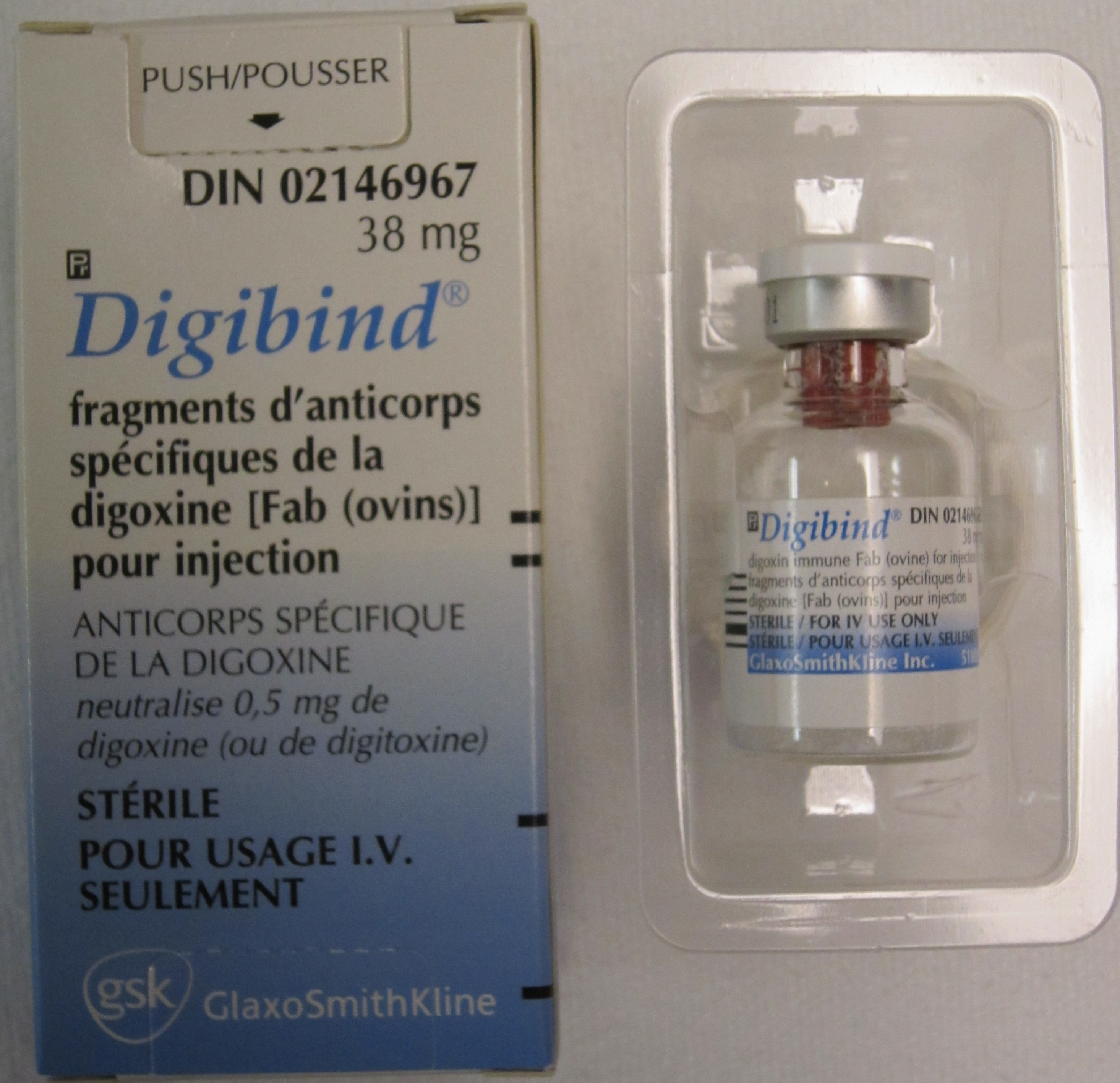
Digoxin immune Fab used to treat digoxin toxicity

لعلاج سمية الديجوكسين Digoxin immune تستخدم Fab ،إن المعالجة الأولية لسمية الديجوكسين هي fiboxin immune fab ، وهي عبارة عن جسم مضاد مكون من شظايا الجلوبيولين المناعي ضد الديجوكسين. وقد ثبت أن هذا الترياق فعال للغاية في علاج العلامات التي تهدد الحياة لسمية الديجوكسين مثل فرط بوتاسيوم الدم، وعدم الاستقرار الديناميكي، وعدم انتظام ضربات القلب.
[
11
]
 يمكن تحديد الجرعة المقطوعة بواسطة طريقتين مختلفتين. تعتمد الطريقة الأولى على كمية الديجوكسين التي يتم تناولها بينما تعتمد الطريقة الثانية على تركيز الديجوكسين في الدم وعلى وزن الشخص.
[
10
]
```

العلاج الأخر الذي يمكن استخدامه لعلاج عدم انتظام ضربات القلب تهدد الحياة حتى يتم الحصول على Fab هي المغنيسيوم، الفينيتوين، ويدوكائين. يقوم المغنيسيوم بقمع عدم انتظام ضربات القلب الناتج عن الديجوكسين في حين يقوم الفينيتوئين ويدوكايين بمنع تأكسد البطين الناجم عن الديجوكسين والتأخير بعد إزالة الانحراف دون إعاقة التوصيل AV. في حالة بطء ضربات القلب بشكل غير طبيعي (bradyarrhythmias) ، الأتروبين، catecholamines (isoprenaline أو salbutamol) ، و / أو يمكن استخدام نظام القلب المؤقت.